# Atxu Amann y Alcocer
Atxu Amann i Alcocer (Madrid, 1961) és Doctora Arquitecta per l'Escola Tècnica Superior d'Arquitectura de Madrid (Espanya).

## Formació
Doctorada per la ETSAM amb excel·lent Cum Laude, en el 2006. Tècnica Urbanista pel Centre d'Estudis Urbans de l'I.I.A.L. (M.A.P.), Becària de la Universitat Tècnica de Darmstadt (Alemanya) en CAAD.

## Trajectòria professional
En finalitzar la carrera en 1987, associada amb Andrés Cánovas Alcaraz i Nicolás Maruri Mendoza van crear l'estudi d'arquitectura Temperatures Extremes, avui en dia amb més de cent premis i reconeixements d'obres, en la seva majoria obtingudes mitjançant concursos d'arquitectura, havent estat exposades i publicades en diverses revistes nacionals i internacionals. Ha estat directora de la Revista del Col·legi Oficial d'Arquitectes de Madrid. Ha estat directora dels cursos de postgrau de Disseny Editorial per al Fondo Social Europeu. Professora en els cursos de postgrau de Disseny Gràfic Editorial en la Facultat de Belles Arts (Universitat Complutense de Madrid).
Compagina la seva labor professional amb la seva activitat docent a la Universitat on imparteix grau i postgrau, conciliant aquestes dues activitats amb la seva vida personal com a parella i mare de quatre fills: Juan, Jaime, Javier i Josetxu.
Actualment és professora de l'Escola Tècnica Superior d'Arquitectura de Madrid, investigadora principal del grup de recerca de la UPM, Hypermedia, taller de configuració i comunicació arquitectònica i responsable del grup d'innovació educativa del mateix nom. Dins de la seva labor docent destaca el taller experimental Especulacciones: acciones vinculadas a proyectar, que idea i imparteix juntament amb un grup heterogeni de docents i Simulacciones: Actualitzaciones reales de lo virtual. La metodologia i resultats pedagògics d'aquests tallers, així com de les assignatures troncals de Dibuix, Anàlisi i Ideació I i II, la situen en la primera línia d'innovació dins de l'ensenyament d'Arquitectura.
Dins de la seva labor destaquen els seus mètodes de motivació i cohesió de grups, desenvolupament d'habilitats personals i col·lectives desconegudes, èmfasis en l'experimentació i els processos oberts i un alt grau de compromís per part de tots els agents involucrats. Els seus lemes El fracàs és part del procés, Primer acció, després reflexió, Dels errors s'aprèn més que dels encerts han estat inspiració de moltes carreres brillants dins de la ETSAM.
Els últims anys de la seva activitat docent s'han centrat en la recerca i innovació pedagògica, sent premiada l'any 2009reconeixent la seva labor en la creació de noves línies de treball transversals i estratègies pedagògiques que connecten l'àmbit acadèmic amb la realitat social.

## Recerca

### La dona i la casa
En la seva tesi doctoral, titulada: "El Espacio Doméstico : La mujer y la Casa", dirigida per Javier Seguí de la Riva, Catedràtic Emèrit, qualificada amb excel·lent cum laude, exposa una profusa recerca sobre el paper de la dona en la història enllaçant amb una genealogia de l'espai domèstic: un assaig que busca establir vincles entre les formes de pensament, les formes de vida i l'habitatge, i concretament alertar dels canvis fonamentals esdevinguts al món occidental el passat segle, això és, la revolució de la informació, i sobretot, de la dona. El text està gestat des del qüestionament històric, construint una ontologia del present, i tracta de demostrar que en la relació dialèctica arquitectura—família, la dona ha estat la gran absent de la història, a la qual no li ha pertangut històricament ni l'espai privat ni el públic. Amann sosté en el seu assaig que, si bé la dona occidental ha aconseguit en menys d'un segle buidar de continguts la casa, la casa “com a closca dels prejudicis familiars del cap de família cap a la dona i el nen”, no ha arribat a trencar la “gàbia” que era la casa, simplement s'ha marxat d'aquesta.
"L'individualisme de final del segle xx, és el marc que ha permès escapar a cada dona de la ubicació abstracta en la qual havia estat històricament situada com a totalitat amorfa. L'homosexual ha sortit de l'armari, la dona s'ha anat de casa i han entrat a l'espai públic de la ciutat global, on han deixat de ser identificats com “uns altres” són els que no consumeixen. En occident, la casa, en buidar-se dels seus continguts, ha deixat de ser un territori moral i simbòlic, traducció d'una ideologia dominant. L'arquitectura, en la seva condició d'art útil, ha de donar forma física i semàntica als conflictes del nostre temps, albergant comportaments, les narracions desencadenants dels quals apuntin a la utopia crítica. Però al seu torn, com a vehicle de construcció de l'entorn, pot ser instrument de canvi fèrtil o agent culpable de la deterioració del món."

## Obres representatives
- 2012 Coberta per a restes arqueològiques en El Molinete, Cartagena.[9]
- 2010 Torre d'Ascensor i Edifici d'Oficinas, Murcia.[10]
- 2010 118 habitatges protegits en Coslada, Madrid.[9]
- 2012 152 habitatges a Mieres, Astúries.[11]
- 2003 Edifici de 16 habitatges a Lorquí, Murcia.[12]

## Publicacions
Atxu Amann Alcover cuenta con una extensa colección de obra publicada, tanto individual como en obra colectiva, de entre ella podemos citar:
- 2009 APROXIMACIONES A LA VIVIENDA (Atxu Amann Alcocer) Instituto Juan de Herrera. Cuadernos del Instituto Juan de Herrera de la Escuela de Arquitectura de Madrid, 287/01. 2009. 978-84-9728-304-5.[14]
- 2007 La muralla árabe de Murcia (Atxu Amann Alcocer, Andrés Cánovas Alcaraz, Nicolás Maruri Mendoza) Temperaturas Extremas 2007. ISBN 978-84-611-9585-5.[15]

## Premis
Atxu Amann, així com la resta de componets del seu estudi d'arquitectura, ha sigut reconeguda com a professional la qual cosa queda reflectida en els nombrosios premis que ha guanyat al llarg de la seua trajectoria com arquitecta. D'entre molts, podem destacar:
- 2014 Primer Lloc al Concurs de viviendes i espai verd públic / Aarau, Suïssa.[16]
- 2012 Premi Nacional de Restauració i Conservació de Béns Culturals del Ministeri d'Educació, Cultura i Esport pel Parc Arqueològic del Molinete, a Cartagena[17]
- 2003 Primer Premi "Calidad Estética de Arquitectura y Vivienda" de la Comunidad de Madrid[12]
- 2004 Primer Premi Europeu Umicor per l'Edifici d'habitatges a Madrid.[17]
- 1994 Premi COAM pel Disseny de l'exposició "Realitat Virtual".[17]